# Політологія
Політоло́гія, або політична наука (англ. political science, фр. sciences politiques; від (грец. πολιτικός, politikos — суспільний, громадський, грец. πόλις, polis — місто, politika  — державні й суспільні справи), — соціально-гуманітарна наука про політику, її роль і функції в житті суспільства, зокрема, про її теорію; функції політичної системи та влади; функції і характер держави; сутність, форми та методи діяльності суб'єктів політики та закономірності і випадковості розвитку політичного процесу; про проблеми глобальної політики, зокрема, міжнародних відносин.
Дослідження політики у політології міждисциплінарні і відображаються у їх інтеграції з іншими дисциплінами насамперед із соціологією, психологією, правом. Політологія ж вивчає їх, інтегруючи в себе окремі аспекти цих дисциплін.

## Термінологія науки
Польська дослідниця Барбара Вітковська-Розчека у дослідженні проблем політичної науки розглядає терміни: політологія, політична наука та політичні науки як синоніми.

## Категорії науки
Три категорії (ключові поняття) політичної науки: влада, держава і політика.

## Історія дисципліни
Історію розвитку політичних знань можна умовно розділити на три періоди:
- Донауковий, зокрема Філософський — до середини ХІХ ст.;
- Емпіричний — з середини XIX ст. по 1948 р.;
- Рефлексія — від 1948 р. до наших днів.

### Донауковий період накопичення політичних знань

#### Міфологічнийетап
Почався в Стародавньому світі з політичної думки Стародавнього Сходу. Знання про політику (зокрема владу — грец. Πολιτικές Επιστήμες (від. гр. logos — слово, поняття, вчення — букв. політична епістемологія, політзнання) починає накопичуватись разом з виникненням самої політичної влади. Волхви Давньої України, жерці Стародавнього Єгипту, мудреці імператорів Давнього Китаю  володіли певними політичними знаннями і відбивали їх у політичних вченнях релігійного чи міфологічного забарвлення.
В цей період і влада і знання про неї були справою невеликої, закритої групи людей, яка могла набувати рис касти, яку український політичний мислитель та ідеолог першої половини ХХ ст. Дмитро Донцов називав провідною верствою, яка розглядала політику як політичне мистецтво.

#### Філософськийетап
Серед представників цього етапу у античному світі виділяють:
- Демокріта з Абдери, який виступав за демократичну форму правління;
- засновників політичної філософії — Платона, теоретика тоталітаризму, і Аристотеля — який наголосив на необхідності маневрування між конкуруючими інтересами різних соціальних груп;
- Цицерона, оратора, який багато зробив для вдосконалення політичної думки Античності.

Найбільш відомі з праць цього періоду розвитку політичної думки, що дійшли до сьогодні:
- Античність: «Політика» Аристотеля, «Держава» Платона, Цицерона.
- Середньовіччя: «Про град Божий» Аврелія Августина, Фоми Аквінського і його послідовників з Саламанкської школи.

В Західній Європі політичні знання починають набувати характеру політичної філософії на межі Середньовіччя та Нового часу, коли мислителі почали пояснювати політичні процеси за допомогою філософських підходів і методів.
Основи європейської політичної філософії з цього часу почали закладати Н. Макіавеллі — італійський мислитель з Флоренції (XVI ст.), який вважається засновником сучасної політичної соціології, І. Кант, Ж. Боден, Т. Гоббс, Дж. Лок, Ш.-Л. Монтеск'є, Дж. Б. Віко та ін. Відповідно у цей час галузь знань про політику отримала нову назву — політична філософія.
Найбільш відомі з праць з цього періоду розвитку політичної думки, що дійшли до сьогодні:
- Відродження: Макіавеллі, «Державець», «Міркування про першу декаду Тита Лівія» — відмова від погляду на політику як предмет божественного провидіння, влада монархів розглядається як цілком людське явище, тому книга Макіавеллі досі сприймається багатьма як зразок крайнього політичного цинізму.
- Новий час: Спіноза, «Богословсько-політичний трактат»; Гоббс, «Левіафан»; Локк, «Два трактати про правління». Твори просвітителів (Монтеск'є, Вольтер, Руссо). Цей період розвитку галузі тривав до середини XIX століття. Його представниками були також — соціалісти-утопісти (Оуен, Фур'є, Сен-Сімон), Ф. Ніцше
- З ХХ ст. — тоталітарна політична думка (праці А. Гітлера, М. Каддафі, представників «історичного матеріалізму»). її противники — Поппер, «Відкрите суспільство та його вороги».

### Розвиток політичної науки в модерний період
Знання про політику починають набувати характеру науки в європейський Новий час. Починається вивчення політики науковими методами. Перші кафедри політичної науки відкрились у 1640-х рр. — в Республіці Сполучених Провінцій (університет Лейдена) і королівстві Швеція (університет Упсали).
Однак в провідних державах Заходу як самостійна наукова і навчальна дисципліна політична наука сформувалась набагато пізніше — в другій половині XIX ст., коли почався емпіричний етап розвитку науки, який тривав до 1945 року, почалося викладання політичної науки в навчальних закладах. Великий вплив на її розвиток справила соціологія, зокрема марксизму.
У США 1857 року Ф. Лейбер починає читати цей курс у Колумбійському коледжі, в 1880 р. у цьому ж коледжі створюється перша школа політичної науки, що поклало початок активному формуванню в США системи політологічних навчальних і наукових закладів. 1903 роком датується створення Американської асоціації політичних наук. Це пов'язано з розвитком капіталізму та банківської системи, демократичних інституцій та потребі у формуванні фахового підходу до політичного та адміністративного управління запитом на кадри для сфери активних комунікацій в ієрархії координаційного управління колоніальних держав, до числа яких США увійшли з перемогою в Іспано-американській війні 1898 р. Тому у 1920—1930-ті рр. центром розвитку науки стають США.
1896 року італійський політолог і соціолог Г. Моска опублікував книгу «Елементи політичної науки», що дало підстави говорити про поширення політичної науки у Європі, починаючи з кінця XIX ст..
Найвідоміші праці періоду: з XIX ст. — соціальні концепції К. Маркса, М. Вебера і Г. Спенсера.
З ХХ ст. — труди Римського клубу.
Необхідність ідеологічної боротьби з СРСР наприкінці 1940-х, однією з ідеологічних платформ якого була політична економія (див. Політологія СРСР), а також бурхливий повоєнний розвиток такого напрямку соціології як політтехнологія, спонукала політичну еліту країн НАТО, зняти негласне табу з цієї теми, доповнивши її політтехнологією, і оформити як самостійну галузь наукового знання; до того коло питань, пов'язаних з теорією державного устрою, розглядався в рамках соціальної філософії, а з кінця XIX століття — і в соціології.
Становлення політичної науки у глобальному масштабі завершилося на Міжнародному колоквіумі з політичних наук (Париж, 1948 р.), який був організований з ініціативи ЮНЕСКО. На цьому семінарі було окреслено предмет цієї науки, рекомендовано включити курс політичної науки як загальнообов'язкової загальноосвітньої дисципліни в систему вищої освіти.

## Складові
Згаданий семінар визначило чотири складові політичної науки:

### Політичні інститути і процеси в тому числі
- - конституція;
  - центральний уряд;
  - регіональні та місцеві органи влади;
  - державне управління;
  - економічні та соціальні функції Уряду;
  - порівняння політичних інститутів

### Політичні партії громадські організації і групи тиску в тому числі
- - політичні партії;
  - громадські групи та асоціації;
  - участь громадян в управлінні управління;
  - громадська думка;

### Теорія міжнародних відносин, політики і права в тому числі
- - зовнішня політика;
  - міжнародні організації
  - міжнародне право.

1949 року утворено Міжнародну асоціацію політичних наук.

## Дослідження
- Політична філософія
- Політична система
- Аналіз політики
- Державна політика
- Державне управління
- Ідеологія
- Теорія Ігор
- Псефологія  (система голосування і поведінка виборців)
- Економічна політика
- Геополітика і політична географія
- публічна політика
- Політичні відносини
- Національна система
- Аналіз транснаціональної політики
- Політика між масами і урядом
- Дослідження Глобалізація
- Політичний розвиток
- Теорія міжнародних відносин
- Політичний аналіз закордонних процесів
- Дослідження конфлікту, аналіз конфлікту, міжнародне право і політичні дослідження державного управління і місцевий уряд
- Політична міфологія
- Політична психологія, поведінка бюрократії, адміністрації і судів
- Законодавчий процес та публічне право
- Повноваження в міжнародних відносинах і теорія сили і сила взагалі.
- Політичні дослідження релігії

## Об'єкт дослідження науки
Політична влада, основи її правової системи, визначення засад її легітимності, з'ясування механізмів забезпечення її стабільності і оптимальності з погляду правління. Крім цього, об'єктом вивчення політичної науки є політика, політична сфера суспільного життя.

## Предмет дослідження науки
В уявленні багатьох вчених політологія являє собою міждисциплінарну науку, предметом вивчення якої є Закономірності взаємин соціальних суб'єктів з приводу політичної влади; тенденції і закони функціонування і розвитку політичного життя, які відображають реальний процес включення суб'єктів політики в діяльність з реалізацією політичної влади і політичних інтересів.
Але в той же час багато вчених дотримуються протилежної точки зору, вважаючи, що немає особливих підстав для відкриття «вічних» істин і «незмінних» політичних законів. На їхню думку, часто прихильники пошуку політичних законів не враховують головного — те, що один теоретик розглядає як «прогрес», для іншого виявляється регресом.
Проблеми, якими займається політологія, можна розділити на три великі блоки:
1. філософські та ідейно-теоретичні підстави політики, системоутворюючі ознаки і найважливіші характеристики підсистеми політичного, політичні феномени, властиві тому чи іншому конкретному періоду історії;
2. політичні системи і політична культура, їх відмінності і подібності, переваги та недоліки, політичні режими, умови їх зміни і т. ін.;
3. політичні інститути, політичний процес, політична поведінка і т. ін.

## Методологія політичної науки
Методологія науки охоплює три групи компонентів: принципи дослідження, дослідницькі підходи і конкретні методи дослідження.

### Принципи політичної науки
- Об'єктивність;
- Верифікованість.

### Основні підходи політичної науки
Методологічні підходи політичної науки — це концептуальні практико-теоретичні підходи до її наукового дослідження, що об'єднують сукупності специфічних методів політичної науки: В політичній науці існує багато підходів. Серед них виділяють:
1. Історичний — полягає у вивченні політичних процесів, явищ, політичних систем в історичному плані з точки зору їх історичного взаємозв'язку та розвитку.
2. Інституційний — вивчення інститутів, за допомогою яких здійснюється політична діяльність (держави, партій, рухів, об'єднань тощо).

В рамках інституціонального підходу зокрема виділяють: інституціональний (традиційний інституціоналізм), поведінковий підхід (* Біхевіоралізм) і теорію раціонального вибору (раціональний вибір), а також [новий інституційний підхід] (новий інституціоналізм). Всі три варіанти цього підходу мають власні точки зору на вивчення політичної науки і критикують одне одного та інші підходи. Ядром концепції «раціонального вибору» є теза про те, що людина як найважливіший суб'єкт глобальної політики є «розумною» істотою і в цій якості завжди має цілі, які відображають її оцінку власної «користі».
Інституціоналізм або традиційний інституційний підхід фокусує дослідження на конкретній країні. Традиційно прихильники даного підходу обговорюють характер Конституції, питання суверенітету, позиції і офіційні повноваження та юрисдикцію державних установ, таких як парламент та ін. Інакше кажучи, цей підхід аналізує правові та інституційні елементи політичної системи зокрема — держави.
Цей підхід виділяє щонайменше два крайні типи державних установ — в «демократичних» країнах, яка знаходиться на межі «доброго врядування» або благого управління і «авторитарних», які знаходяться на межі «поганого управління», між якими знаходяться країни з реальними державними установами розкидані між цими полюсами із великою дисперсією. В основному, структура управління в різних типах державних установ в реальних країнах розташовується на умовній шкалі між «добре» і «погано».
Вивчення об'єкта в рамках цього підходу передбачає дотримання п'яти основних характеристик;
- Структуралізм, яка фокусується на ключовий ролі інституцій аби підкреслити важливість структур, які можуть визначати поведінку людини[8]:
- Легалізм (законництво), в рамках якого розглядається юридичний аспект політики й управління, а саме — роль центрального уряду в регулюванні закону;
- Цілісність (холізм), що підкреслює важливість вивчення всієї системи;
- Історизм або аналіз, який підкреслює історичні аспекти (соціально-економічні та культурні) політики;
- Нормативний аналіз, що підкреслює аналіз нормативних аспектів створення належного урядування.

1. Соціологічний — сприяє з'ясуванню соціальної зумовленості політичних явищ і процесів, зокрема, впливу на політичну систему економічних відносин, соціальної структури, моралі, культури, релігії. Передбачає з'ясування залежності політики від суспільства, соціальної обумовленості політичних явищ, у тому числі впливу на політичну систему економічних відносин, соціальної структури, ідеології, культури. У своїх крайніх проявах представлений в марксизмі — тезу залежно політичної структури від економічного базису.
2. Психологічний (біхевіористичний або біхевіоралістський)'  — прийшов на зміну інституційного підходу. Особливий розвиток отримав у США в останній третині XIX ст. Претендує на максимальну науковість у політології, широко використовує методи природничих наук, конкретної соціології. Суть біхевіоралістської методології полягає у вивченні політики за допомогою конкретного дослідження різноманітної поведінки окремих осіб і груп (але не інститутів). Одна з головних ідей поведінкового підходу полягає в тому, що немає сенсу обговорювати формальні інститути, оскільки це не дає багато інформації про «реальний» політичний процес[6].

- Конституюючі начала підходу: 1) політика має особистісний вимір, групові дії людей так чи інакше сходять до поведінки окремих особистостей, які і є об'єктом дослідження; 2) домінуючі мотиви поведінки людей — психологічні, вони можуть мати й індивідуальну природу; 3) політичні явища вимірюються кількісно; це відкриває перед політологами можливість використання математики, орієнтує на вивчення поведінки груп, класів, мас і особистостей, що виконують будь-яку політичну діяльність, спрямовану на досягнення тієї чи іншої політичної мети. Безпосередньо вплив через особистості в історії показав і Девід Оуэн, англійський лікар та політик: «характерна риса „хюбриса [Архівовано 30 грудня 2010 у Wayback Machine.]“ — небажання визнання помилок та асоціальна і аморальна політика». Він та інші автори відзначали маніакальні риси поведінки окремих відомих політиків (А. Шикльгрубера (Гітлера), Й. Джугашвілі (Сталіна), В. Черчилля).

1. Системний — забезпечує цілісне сприйняття об'єкта дослідження і всебічний аналіз зв'язків між окремими його елементами в межах цілого. В політиці вперше розроблений в 50—60-ті роки XX ст. Д. Істоном і Т. Парсонсом. Суть цього підходу полягає в розгляді політики як цілісного, складного організму, саморегульованого механізму, що знаходиться в безперервній взаємодії з навколишнім середовищем через вхід і вихід системи. Політичній системі належить верховна влада в суспільстві.
2. Нормативно-ціннісний — передбачає з'ясування значення політичних явищ для суспільства й особистості, їх оцінку з точки зору загального блага і справедливості, свободи, поваги людської гідності тощо Цей підхід орієнтує на розробку ідеалу політичного устрою і шляхів його практичного втілення. Виходить з належного чи бажаного і відповідно до цього будує політичні інститути і поведінку.
3. Структурно-функціональний — передбачає розчленування політичного явища на складові частини з подальшим аналізом вивчення їх ролі для суспільства, соціальних змін індивідів.
4. Антропологічний — вивчення зумовленості політики не соціальними чинниками, а природою людського роду.

### Основні методи політичної науки
Політологія володіє значним арсеналом дослідницьких методів, оскільки є міждисциплінарною наукою і використовує методологічну базу всіх суміжних дисциплін. Методи, що їх використовує політологія можна поділити на такі групи:
- логічні (Загально-філософські) використовувані політологією як однією із суспільствознавчих наук (поряд із соціологією, економікою). Це — не її власні методи:
- аналіз.
- синтез.
- дедукція.
- індукція.
- моделювання — припускає оперативну оцінку передбачуваного розвитку політичних подій, на основі яких можна прийняти ефективні рішення.
- абстрагування.
- аналогія;
- класифікація;
- сходження від абстрактного до конкретного;
- поєднання історичного і логічного аналізів;
- уявний експеримент.

- загальнонаукові (порівняльний, термінологічний, структурно-функціональний)
в тому числі:
- Порівняльний — зіставлення однотипних політичних явищ (політичних режимів, державного устрою тощо), різних способів реалізації одних і тих самих політичних функцій, політичних рішень і т. д. Дає можливість встановити спільні і відмінні риси політичного життя різних епох, народів, країн.

- емпіричні (прикладні) методи досліджень — отримання первинної інформації про політичні факти:
- спостереження;
- фокусованого групового інтерв'ю;
- аналізу документів (кількісний і якісний контент-аналіз);
- анкетування.
- використання статистики (насамперед електоральної);
- опитування (анкетне та експертна оцінка);
- Інтерв'ювання;
- лабораторні експерименти;
- теорія ігор;
- сучасні комп'ютерні технології, включаючи методи штучного інтелекту, геоінформаційні системи[9] та ін.

## Функції політичної науки
- Описова (Гносеологічна) — полягає у пошуку відповідей на запитання: якою насправді є політична дійсність? У чому її природа та специфіка? хто виступає суб'єктом політики?
- Пояснювальна — дозволяє знайти відповіді на запитання: чому певні факти політичної дійсності існують? Чому ці факти мають саме такі властивості?
- Інструментальна — пов'язана з пошуками відповідей на запитання щодо вибору форм і видів політичної дії з метою досягнення бажаного результату.
- Інноваційна — прагне надати прогнозам і висновкам максимальну наукову обґрунтовану і максимальну контрольовану форму.
- Прогностична (експертна) — полягає у відповіді на запитання: якою буде політична дійсність або коли відбудуться певні політичні події. Результатом цієї функції є поява прогностичних гіпотез.
- Методологічна — охоплює способи, методи і принципи теоретичного дослідження політики і практичної реалізації набутих знань.
- Світоглядна (Ідеологічна) — утверджує цінності, ідеали, норми, які характеризують цивілізовану політичну систему, політичну культуру соціальних суб'єктів. Полягає у розробці стратегії та напрямків розвитку суспільства, його політичних інститутів, політичних процесів тощо.
- політичної соціалізації — забезпечує процес включення людини в політичну сферу життя суспільства і формування певного типу політичної культури.
- Прикладна (управлінська) — розробляє критерії ефективності діяльності парламенту, партій, рухів, лідерів, забезпечує провідною інформацією про стан справ і знання засобів ефективного впливу.
- Нормативна — проявляється в регламентації відносин між суб'єктами політичного життя.

### Політична наука як навчальна дисципліна
Як навчальна дисципліна, політична наука охоплює такі основні дидактичні одиниці: предмет політичної науки та її методологія; історія політичної думки людства; розвиток політичної думки в Україні; теорія влади і владних відносин; політична система суспільства; політична культура; політичні партії та партійні системи; політичні еліти та лідерство; глобальний політичний процес; політичне прогнозування та ін.
Усю сукупність проблем, які вивчає політична наука, можна згрупувати у такі умовні розділи: вступ у політичну науки, історія політичних вчень, теорія політики та прикладна політологія (соціологія політики). Головне завдання політичної науки як навчальної дисципліни — опрацювання і таке викладення загальнотеоретичного і практичного матеріалу відповідно до завдань політологічної підготовки спеціалістів будь-якого профілю, надання їм необхідного мінімуму наукових знань про політику у доступній формі.

## Зв'язок політології з іншими науками
Політична наука, як одна з соціальних наук, які мають справу з людськими відносинами, є членом досить суперечливої родини. Психологія, соціологія, антропологія економіка, історія та людська географія є іншими її членами. Кожна наука, як і сама політологія, є непевна щодо свого місця в родині або майбутнього як науки. Наприклад, психологи іноді інтерпретують міжнародні відносини найскладнішого роду на деякій теорії «батога і пряника» або «агресивного інстинкту». Антрополог покаже, що ми можемо існувати в мирі, тому що він знайшов деякі примітивні племена, які, схоже, ніколи не воювали. Від економіста можна почути час від часу, що якби ми відновили всесвітнє вільне переміщення товарів і людей, причини війн зникли б. І соціологи подекуди підвищують свій голос, щоб заявити, що війна — це, по суті, боротьба між «ми» і «вони», «внутрішніми групами» і «зовнішніми групами», або що війна — це боротьба за соціальний престиж. Не мало географів, здається занадто впевнені, що контроль стратегічних маршрутів і сировини є коренем війни. Деякі історики схильні бачити війну як логічний результат династичних суперечок, особистих амбіцій, або поєднання унікальних чинників, які не можуть бути встановлені як шаблон з метою пояснення.
Політолог, який вивчає війну спирається на свої знання з однієї або декількох наук, що належать до однієї родини. Найкращі дослідження війни на сьогодні, насправді, є вправними комбінаціями ідей і доказів, що надаються всіма соціальними науками. Кожна наука розкриває деякий аспект, який інші науки не можуть. Може виникнути питання: «Чи повинен політолог, що вивчає війну, бути кваліфікованим у всіх соціальних науках?» Відповідь, на даний час, так. Оскільки політична наука вибрала для вивчення війну в цілому, в загальному сенсі, як людську поведінку, вона не може уникнути зобов'язань застосувати всі внески соціальних наук і ризикнути небезпекою дилетантства однієї з них.
 Ті ж самі широкі вимоги ставляться політологією в інших проблемних галузях. Політолог покликаний бути експертом з питань, що стосуються держави, наприклад. Знову ж таки, він повинен бути, ким він часто був в минулому, правознавцем, говорячи про конституцію і закони, соціологом, говорячи про політичні інститути, психологом, описуючи громадську думку і пропаганду з суспільних питань, істориком в описі урядових змін і економістом в розмові про фіскальну політику, бюджетні питання та соціальне законодавство. Причина, чому більшість політологів є фахівцями в певній сфері управління або політики є в тому, що безперервне, інтенсивне вивчення однієї області людського залучення часто може призвести до кращих результатів, ніж одностороннє застосування широкого діапазону ситуацій «закону» чи принципу, отриманого деінде з сирої й неотесаної науки.
Наприклад, нині існує ймовірність того, що політолог, який є фахівцем з законодавства, зможе відповісти на більшу кількість запитань про принципи законодавства, ніж політолог, який є експертом з психології групової поведінки, хоча, як ми вкажемо пізніше, обидві особи можуть давати різні, і все ж корисні відповіді, а також обидві в співробітництві можуть бути навіть кориснішими. На цьому етапі політичної науки спеціалізація по предмету може добре працювати. З огляду на талант, людина, концентруючись на одній певній галузі, такій як політичні партії чи публічне право, може прийти до кращого її розуміння. Вона може досягти доброзичливих відносин з постатями й подіями, які вона вивчає. Політолог може бачити частини стосовно цілого, не втрачаючи з поля зору ціле. Якщо він є видатним, він може застосувати до власної області спеціалізації нові методи й відкриття інших соціальних наук.
Значний сумнів існує щодо того, чи будь-яка складна ситуація в політиці, така як війна, вибори, законодавство, управління державними справами або муніципальна влада, може бути зрозумілою для однієї людиною. Все ж, політолог є найбільш імовірним кандидатом для виконання цього завдання. Беручи до уваги один приклад, чи може хто-небудь з'ясувати, чому вибори виграють Республіканці чи Демократи в певному окрузі? Серед змінних або факторів, які ми можемо собі уявити впливають на це, є наступні: стать, вік, віросповідання, національність, дохід, вид міста, історія округу, організація партії, керівництво партії, кількість і вид пропаганди, вплив попередніх виборів, партійні платформи, історія партії, особистість кандидатів, вірування виборців, фактичні й передбачувані проблеми, висвітлення і точки зору в пресі, число виборців, обсяг виборців, які реально з'явились на вибори, число імен в бюлетені, тип виборчої системи, погода в день виборів, і багато іншого.
Очевидно, політолог, що вивчає такі вибори повинен бути добре кваліфікованим в багатьох дисциплінах, якщо він збирається оцінити можливу роботу всіх цих чинників. Жоден інший соціолог не може сказати йому абсолютне або відносне значення статі, віку, релігії, економічних питань, організації і так далі. Він повинен визначити їх на ці й інші вибори самостійно або з допомогою декількох близьких колег. Він може, фактично, в силу свого глибокого знання про те як всі ці чинники функціонують у цілій ситуації, яку він вивчає, надати членам інших суспільних наук інструкції щодо їхніх областей. Соціолог, що вивчає расові відмінності, наприклад, може дізнатися щось з досліджень електоральної поведінки.
Зацікавленість політолога однією проблемою поведінки може навіть виробляти більш корисні принципи, ніж буде отримано, якщо інші суспільствознавці окремо застосовуватимуть принципи й методи своїх дисципліни до його області інтересів. Якщо це так, то ми не можемо очікувати від економіста відповіді про те, як гроші впливають на голосування, або від психологів, як вік вплинув на нього, або від соціологів, про вплив належності до соціального класу. Політолог повинен бути в курсі того, що економісти, психологи й соціологи кажуть про ці чинники; але, можливо, тільки він може призначити цим факторам їх відповідний вплив, бо тільки він розглядає, як вони взаємодіють в процесі виборів.
Якщо ми дозволимо економіці проаналізувати матеріальний фактор в людських відносинах і мотивації, соціології фактор честі або престижу, географії фізичний фактор і психології психофізичні витоки різних факторів, політологія вивчатиме чинник влади.
Ми визначили б владу приблизно як контроль за механізмом цінних речей: громадських інститутів, матеріальних благ, почестей і т. д. Людина, яка занурює всі інші цінності в цілеспрямовану гонитву за владою, щоб приймати рішення і розповідати іншим людям в суспільстві, як діяти буде чисто «політичною людиною.»
Фактор спеціалізації буде відрізнятися від традиційного підходу до області політичної науки в тому, що він буде більш обмеженим і буде в значній мірі залежати від інших соціальних наук, щоб забезпечити відсутні елементи, необхідні для повного аналізу будь-якої проблеми. Наприклад, політолог спиратиметься на кваліфікованість економіста, соціолога та інших стосовно управління доріг, шкіл та в інших видах діяльності уряду. Однак багато політичних заходів не є «владною» діяльністю; деякі, але не всі, повинні взаємодіяти з владою.
Жоден з двох описаних підходів не може бути проігнорованим. Якщо вони працюють в даний час на ненадійній основі, вони можуть стати сильнішими з плином часу і розвитком політології. У той же час обидві точки зору допомагають перешкоджати більш традиційним політологам створювати безладні описи тимчасових ситуацій. Вчені «політики» вказують на важливі проблеми, необхідність співпраці в області соціальних наук, а також загальні принципи процесів прийняття політичних рішень. Вчені «фактору», підкреслюючи вивчення центральних компонентів політичного процесу, сприяють розвитку динамічних принципів політичної поведінки.

## Розвиток політичної науки в окремих країнах

### Франція
У Франції викладання «політичних і моральних наук» було започатковано ще під час Французької революції. Нині більшість центрів французьких провінцій мають інститути політичних наук.

### Британія
У Сполученому Королівстві Великої Британії та Північної Ірландії з 1885 р. функціонує Лондонська школа економічних і політичних наук, де здійснюється підготовка працівників органів державних влади та управління різних рівнів.

### США
Наприкінці XX ст. у США на 1300 кафедрах працювало близько 25 тисяч фахівців з політології, діяло 100 Вчених рад із захисту дисертацій…

### Бенілюкс
Голландський асоціація політологів — Голландське товариство політології (Nederlandse Kring voor Wetenschap der Politiek NKWP) видає журнал англійською мовою Acta política.
Диплом «Магістра політичної науки (politicologie)» можна здобути в університетах: Амстердама;
Антверпена;
Брюсселя;
Гента з Політології (Politieke wetenschappen) по напрямах: національна або міжнародна політика, Дослідження ЄС в конфліктах і розвитку;
Льовен: порівняльна політика, міжнародні відносини, політична теорія, політична поведінка і комунікації в голландській політиці;
Неймеген: порівняльна політика, міжнародні відносини чи політична теорія і філософія)

### Норвегія
Дисципліна створена після Другої світової війни. Спочатку її навчальні плани взяті з політичної історії, права та історії політичних ідей. Серед її головних розробників у перших десятиліття розвитку були — Фреде Кастберг, Йенс Аруп Сейп, Генрі Вален) і Штайн Роккан.
Політична наука як університетський предмет вперше почала читатись в 1947 р. в Університеті Осло для юристів та істориків на історико-філософському факультеті — з ініціативи адвоката та експерта з конституційного права Фреде Кастберг. В 1956 р. базою для викладання став факультет права. Окремий факультет політичних наук створений в 1957 р. з ініціативи приват-доцента Томаса Крістіана Віллера. З 1963 р. і дотепер політологія в Університеті Осло належить до факультету соціальних наук.
У 1965 р. Кнут Даль Якобсен став першим норвезьким професором політології. У наступному році він створив кафедру порівняльній політології в Університеті Бергена, відому завдяки Штейну Роккану.
З 1980 р. в Університеті Бергена організовано два політологічні інститути: Порівняльної політології та Державного управління та організації знань (на даний час — Департамент з питань адміністрації та теорії організації). Центральне місце в розвитку останнього інституту відіграє політолог Йохан П. Олсен.
Окрім того існують відділ соціології та політології Норвезького університету науки і технології в Тронхеймі та факультет політичних наук в Університеті Тромсе та відділ політології та управління в університеті Агдер.
Зараз політологія вивчається в більшості норвезьких університетів і коледжів.
Норвезька асоціація політології організовує людей з вищою освітою (ступенем) з державних (політичних) наук (høyere utdannelse statsvitenskapelige).

### Данія
Перший інститут політичних наук Данії (Danmarks institut for statskundskab), в якому міжнародна політика була виділена як самостійний елемент програми, створений в Університеті Орхуса в 1964 р..
Магістр в галузі політології університету Данії може називати себе cand.scient.pol. також існує титул cand.adm.pol але він протягом ряду років не використовується і не присвоюється. Студент політології називається stud.scient.pol, а бакалавр в галузі політології — B.Sc.pol.
У Данії програми з політики пропонують, ун-ти Копенгагена, Орхуса і Південної Данії (Оденсе) і за ступенем cand.scient.pol. Ун-ти Роскилле та Ольборг пропонують тісно пов'язану з політичною наукою освіту в галузі управління (ККО) та державного управління (ААУ). Кандидати які закінчили освіту у них отримують cand.scient.adm.
Втім, cand.polit. отримує кандидат наук з економіки Університету Копенгагена.

### Німеччина
Майже в кожному великому німецькому університеті можна вивчати політичну науку — на різних рівнях складності. Раніше з цієї спеціальності часто пропонувались декілька аспірантських програм. Внаслідок поширення у вишах Болонського процесу в даний час для студентів-політологів пропонуються переважно програми ступеня бакалавра і магістра. Багато курсів стали міждисциплінарними і об'єднали матеріали щодо основних питань політичної науки з різних соціальних наук.
Можна здати державний іспит на професією вчителя шкільного предмету громадянська освіта який є в більшості провінцій ФРН під різними назвами: соціальні дослідження, суспільствознавство, політичні і соціальні науки, політика і бізнесу, і т. ін.

### Австрія
Інтелектуальним батьком політичної науки в Австрії став австро-американський історик Ернст Флоріан Вінтер. У 1938 році він разом із батьком Ернстом Карлом, колишнім віце-мером Відня, емігрував до США з політичних причин. У 1945 році він повернувся в Австрію з армією США. У 1960 році після навчання в університеті Мічигану і Колумбійському як Запрошений професор Школи права і дипломатії Флетчера, університетів Принстона, Джорджтаунського та Індіани він прибув до Австрії на запрошення її міністра Генріха Дріммеля і Йозефа Клауса для розвитку викладання політичної науки в країні. Е. Вінтер став викладачем і Засновником-директором післявоєнної Дипломатичної академії Відня. З 1967 року він працював в інституті передових досліджень у Відні.
Політологія пропонується в Австрії в університетах Інсбрука, Зальцбурга і Відня. В університеті Інсбрука існує факультет політичних наук та соціології створений 1 січня 2005 року. Студенти-політологи після завершення навчання отримують дипломи магістра філософії (Magister Philosophiae, Mag. Phil.).

### Швейцарія
Політологія викладається майже в майже всіх великих університетах: Цюриха, Женеви, Берна, Лозанни, Люцерна і Санкт-Галлена (окрім Базеля). В унт-ті останнього міждисциплінарна програма магістра в галузі європейських досліджень містить політичну складову.
університет Санкт-Галлена пропонує міждисциплінарний курс, який поєднує політологію і економіку, право.
університет Берна пропонує навчальну програму із «соціальних наук» в якій вивчається політика разом із соціологією, дослідженнями масових комунікацій та медіа.
університет Цюрихський у співпраці із Швейцарським федеральним університетом технологій у Цюриху з 2006 року пропонує вивчення класичної політичної науки і спеціалізовані магістратури.
На основі кафедри політології Університету Цюриха в 1997 році створено інститут політичних досліджень CIS (Center for Comparative and International Studies Центр порівняльних і міжнародних досліджень).

### Чехія
У Чехії політичні науки розвивались під німецьким впливом, в першу чергу німецьких політичної науки та конституційного права. Зокрема їх в період Першої Республіки представляли Франтішек Вейр (František Weyr) та Едвард Бенеш (Edvard Beneš). Другий напрям, який розвивався в першій Республіці і з якого виникала політична наука — т. зв. Моральна філософія Томаш Масарик і Емануель Радль.
З появою комуністичного режиму в лютому 1948 р. дослідження політики заборонені до т. зв. Празької весни 1968 р., коли дослідження — на рік були відновлені. У наступний період — т. зв. нормалізації розвиток науки знову припинився.
Після оксамитової революції 1989 р. дослідження політичної науки в Чехії відновлюється. Основними темами політичних досліджень стали транзитологія (переходи від недемократичних режимів до демократій), партійні системи, теорія демократії, порівняння і міжнародні відносини. Політична наука в Чехії Сьогодні повністю консолідовані як наука.
У Чехії, політична наука формується в університетах. Серед чеських політологів можна відзначити професора Яна Філіпа, Петра Фіалу, Максиміліана Стрміска), Мирослава Новака, Бланку Річову (Blanku Říchovou) і доцентів Віта Глоушек (Víta Hlouška), Любомира Копечека (Lubomíra Kopečka) Ладіслава Кабаду) і Пржемисла Росульку (Přemysl Rosůlka) та ін.

### Україна
Початок викладання політичної науки на території України пов'язаний із вишами Львова. Так, в Україні у 80-ті роки XVII ст. — наприкінці існування І Речі Посполитої в Академії Єзуїтів та згодом — за імперії Габсбургів — в Йозефінському університеті викладалися курси «Політичні і комерційні знання». Лекційні курси «Політичне право і право націй», «Політичні знання і австрійське законодавство» також читалися у відновленому Габсбургами Львівському університеті. За ІІ Речі Посполитої (в період 1918—1939 рр.) курси з політичної науки викладались у Львівському університеті.
У радянський період розвитку України з 1917 по 1991 рр. політичні проблеми розглядалися поза межами політичної науки — в рамках таких дисциплін як науковий комунізм, історія КПРС, теорія держави і права та ін., проте їх вивчення мало догматичний, однобокий характер зумовлений панівною в суспільстві марксистсько-ленінською ідеологією.
Наприкінці існування СРСР і в період відновлення незалежності України у 1990—1991 рр. окремі колишні викладачі й дослідники наукового комунізму пропонували змінити його аналогічним заідеологізованим навчальним курсом — т. зв. науковим націоналізмом. Однак ця спроба не увінчалась успіхом.
Політична наука як новий навчальний курс почала викладатися в усіх вищих навчальних закладах України лише після розпаду СРСР — з 1991 р., на базі установ і кадрів які займались викладанням вищезгаданих дисциплін.
Зараз при Київському, Одеському, Дніпропетровському, Харківському, Львівському національних університетах та інших освітніх закладах здійснюється підготовка спеціалістів, захищаються кандидатські та докторські дисертації, видається чимало наукової та навчальної літератури, спеціальні журнали та збірники.
У 1992 році створено Асоціацію політичних наук України. З 2007 року Асоціація політичних наук України прийнята до Міжнародної асоціації як колективний член.

### Білорусь
В Білорусі політологію викладають у:
- Департаменті політичних наук Європейського гуманітарного університету (емігрантський — в Литві) (Дэпартамэнт палітычных навук ЭГУ);

Кафедри політології існують на:
- Юридичному факультеті Білоруського державного університету (Юрыдычны факультэт БДУ);
- факультеті перекваліфікації кадрів Академії управління при президенті Республіки Білорус (Акадэміі кіраваньня пра прэзідэнце РБ — Факультэт падрыхтоўкі);
- Інституті соціально-гуманітарної освіти БДЕУ (Інстытут сацыяльна-гуманітарнае адукацыі БДЭУ)
- Інституті парламентаризму і підприємництва (Інстытут парлямэнтарызму й прадпрымальніцтва)
- Білоруського інституту правознавства (Беларускі інстытут правазнаўства).

### Росія
Традиція викладання політичних наук в Росії існує з 1755 року, коли за пропозицією М. В. Ломоносова в структурі Московського університету була заснована кафедра політики. З 1804 по 1835 роки в складі Московського університету працював факультет моральних і політичних наук, який готував спеціалістів у галузі політики і політичної економії.
В СРСР політологія була офіційно визнана «буржуазною лженаукою», що, втім, не завадило відкриттю в 1955 році Радянської асоціації політичних наук.
В 1963 у на базі МВТУ ім. Баумана і МДУ ім. Ломоносова був створений Університет політичної пропаганди (з 1989 року — Університет політичних проблем), в рамках якого починається викладання політології.
Відродження політології як академічної дисципліни в Росії відбулось у 1989 році з часу введення дисципліни в реєстр спеціальностей вузів країни і відкриття в складі Московського державного університету імені М. В. Ломоносова відділення політології, перетвореного 2008 року в факультет політології МДУ [Архівовано 11 травня 2015 у Wayback Machine.].
У січні 1989 року політологія введена як навчальна дисципліна в російській вищій школі. З цього моменту з'являються перші відкриті кафедри та відділення політології: в березні 1989 року в Ленінградському державному університеті на філософському факультеті СПбДУ (перша в СРСР і РФ), РУДН, МГУ, МГИМО.
Новий імпульс до розвитку університетська політологія в Росії отримала у 2008—2009 роках внаслідок повноцінної інституціоналізації цієї дисципліни в рамках окремих факультетів найбільших університетів Росії — у вересні 2008 року створено Факультет політології МДУ, в березні 2009 року — факультет політології СПбДУ.

### Польща
У Польщі тривалий час існувало розрізнення на політичні науки і науки про політику. До перших відносили (ті які займаються розглядом політики), такі як соціологія, політична економія, політична історія, історія громадської думки, соціологія політичних відносин, соціальна політика, політична географія.
Початком відділення політології від інших соціальних наук у Польщі вважають створення у 1902 році у Львові школи політичних наук. У міжвоєнний період був найбільшим університетом політології в школі політичних наук Краків.
Після Другої світової війни у 1948 р. академічна політична наука в Польщі була залежна від офіційної ідеології політології та замінена науковим соціалізмом і сталінською версією марксизму.
Відновлення політології пов'язане з еволюцією тоталітаризму після жовтня 1956 року. З 1957 року Польське політологічне товариство (Polskie Towarzystwo Nauk Politycznych — PTNP), що є одним із засновників Міжнародної асоціації політичної науки (IPSA). — В 1967 році ініційоване створення Інституту політичних наук (Instytut Nauk Politycznych) Варшавського університету. Перший захист докторського ступеня в політичній науці в Інституті відбувся в 1971 році, а перша габілітація — в середині 1970-х років. У цей же час розвивалось викладання політології в інших польських університетах, при них з'явилися науково-дослідні центри.
Нині політична наука як дисципліна в Польщі вивчається і викладається майже у всіх польських університетах і багатьох приватних гуманітарних навчальних закладах.
У польська наукова література традиційно поділяє політологію на п'ять відділів:
- Політична теорія;
- політичні системи, їх функціонування;
- політичні рухи і доктрини(їх історія і сучасний стан);
- сучасні міжнародні відносини;
- дослідження курсу державної політики в окремих галузях, наприклад, економічна політика, соціальна політика, екологічна політика і т. ін.

Нині в Польщі дослідження в рамках політичні науки проводяться за такими напрямами:
- власне політична наука (politologia);
- міжнародні відносини (stosunki międzynarodowe);
- соціальна політика (polityka społeczna);
- європеїстика (Europeistyka);
- національна безпека (bezpieczeństwo narodowe);
- внутрішня безпека (bezpieczeństwo wewnętrzne);
- журналістика та соціальні комунікації (dziennikarstwo i komunikacja społeczna).

Деякі з цих напрямків об'єднуються наприклад європейські дослідження Східної Європи чи спеціалізуються — через виділення політичного маркетингу.

### Болгарія
Політологія почала розвиватись ще до зміни політичного режиму в 1989 р.
Політичну науку в Болгарії започатковано у 1981 р. із появою на філософському факультеті Софійського університету ім. «Св. Климента Охридського» з ініціативи проф. Мінчо Семова Проблемної науково-дослідної лабораторії з дослідження політичного життя (Проблемна научно-изселдователска лаборатория за изучаване на политическия живот — ПНИЛ). Після цього було створено нову університетську спеціальність «політичне знання» (политикознание).
1986. р. в Софійському університеті створено першу кафедру політології за участі проф. Семова та Димитра Іванова (болг. Димитър Иванов) і Тодора Танєва, доц. Христо Кьосева (болг. Христо Кьосев).
Після 1990 р. відкривається спеціальність політологія в інших болгарських університетах, зокрема у Великому Тирнові (болг. Великотърновския университет), у Новому болгарському університеті (болг. Нов български университет), Університеті національної та світової економіки (болг. Университета за национално и световно стопанство) і Варненського вільного університету (болг. Варненския свободен университет).
1991 р. засновано Болгарську асоціацію політичних наук (болг. Българска асоциация по политически науки) — професійну асоціацію політологів, а у Вищій атестаційній комісії Болгарії створено спеціалізовану вчену ради з політології, пізніше перетворену в Раду політології, соціології та досліджень науки. Після 2002 р. відновлено Вченої раду з політології.
Типові теми розробок болгарських політологів: зміни в країні після 1989 р., парламентські вибори в країні, політичні партії, політична влада, аспекти європейських досліджень, політичної культури в Болгарії.